# Divisão N.º 6 (Saskatchewan)
A Divisão N.º 6 é uma das dezoito divisões do censo da província canadense de Saskatchewan, conforme definido pela Statistics Canada. A região está localizada no centro-sul da província. A maior cidade da divisão é Regina, a capital de Saskatchewan.
De acordo com o censo populacional de 2006, 220 mil pessoas moram nesta divisão. A região tem uma área de 17.548 km2.